# Coșnița, Dubăsari
Coșnița este satul de reședință al comunei cu același nume  din raionul Dubăsari, Republica Moldova.  

## Etimologie
Numele localității Coșnița provine de la cuvântul coșniță- „paner”, „coș împletit”, „coșar”, „hambar”. Figurează pe hărțile militare rusești Kaschniza. 

## Geografie
Satul are o suprafață de circa 3,38 kilometri pătrați, cu un perimetru de 8,75 km. Localitatea se află la distanța de 18 km de orașul Dubăsari și la 32 km de Chișinău.

## Istorie
Satul Coșnița a fost menționat documentar în anul 1770.
În 1772 aici erau 22 de gospodării și avea 17 bărbați „capi de familie”. În 1792 avea o populație de 859 locuitori, care scade în anii imediat următori, astfel în 1795 avea doar 779 locuitori. Pe la începutul secolului al XIX-lea se observă din nou o creștere a populației. În 1820 localitatea avea 203 gospodării, iar în 1850 – 1765 locuitori. 
La sfârșitul sec. al XX-lea aici trăiau 5114 locuitori. Localitatea a fost atestată cu mai bine de 300 de ani în urmă. Deprinderile de gospodărie a populației, precum și aspectul social-cultural al localității s-au format de-a lungul secolelor. Istoria apariției satului Pohrebea e strâns legată de istoria apariției și dezvoltării statului moldovenesc, de formare a Ucrainei. În secolele al XVII-lea–al XVIII-lea au loc migrațiile în masă a populației din cnezatul Moldovei. Anume în această perioadă pe malul sting al Nistrului apar un șir de localități întemeiate de refugiații cnezatului. Tot atunci are ființă și satul Pohrebea. Localitatea era considerată moldovenească dar în ele locuiesc și reprezentanții altor naționalități, mai ales ruși și ucraineni. De aceea, printre populația acestui sat se întâlnesc mulți cu nume de origine rusă și ucraineană, de exemplu Ignatiev, Danilov, Ilievici. 
Conform documentelor în 1769, ia ființă satul Pohrebea după ce vine și se stabilește un grup de oameni din satul Pogrebeni raionul Orhei care e notat în documente în 1603.Conform istorisirilor adunate de la originarii în etate există mai multe variante legate de proveniența numelui de Pohrebea: că ar fi provenită de la primii locuitori strămutați din satul Pogrebenî aici, dându-i numele Pogrebea; opinia mai populară este că mai demult când se forma satul, populația sa era aproape în totalitate rusă. Ei își făceau case asemănătoare cu beciuri, care în limba rusă se numesc погребы. De la denumirea caselor s-a format și denumirea satului Pogreba, mai apoi Pohrebea. 
Primele școli în raionul Dubăsari apar în 1813, de aici rezultă că undeva la mijlocul secolului al XIX-lea a fost construită și școala din Pohrebea. La Coșnița prima biserică (din lemn) a fost construită în 1760, iar în 1880 a fost zidită una din piatră. La Pohrebea a fost ridicată una asemănătoare. Pereții ambelor biserici se mai păstrează și astăzi. Există o legendă care spune că: Țarul acestor meleaguri a poruncit ca în acest sat să fie construită o biserică de toată frumusețea. Când biserica a fost gata zidită, în ziua sfințirii bisericii a născut și soția țarului. Țarul plin de bucurie a poruncit veselie în tot satul și ca această zi să fie sărbătorită în fiecare an, care mai pe urmă a devenit și ziua satului (18 octombrie).
Ziua satului Coșnița se sărbătorește la data de 8 noiembrie, în sărbătoarea de Sf. Marele Mucenic Dumitru Izvorâtorul de Minuni.
Ziua satului Pohrebea se sărbătorește la data de 18 octombrie în sărbătoarea de Sf. Alexei.

## Populație
La recensămîntul din anul 2004, populația satului constituia 4.996 de oameni, dintre care 50,04% bărbați și 49,96% femei. În comuna Coșnița au fost înregistrate 1.847 de gospodării casnice în anul 2004, iar mărimea medie a unei gospodării era de 3 persoane.

### Structura etnicǎ
| Etnie     | Populație | % din total* |
| --------- | --------- | ------------ |
| Moldoveni | 5,524     | 96.93%       |
| Ucraineni | 81        | 1.42%        |
| Ruși      | 75        | 1.31%        |
| Găgăuzi   | 6         | 0.10%        |
| Bulgari   | 3         | 0.05%        |
| Alții     | 10        | 0.17%        |

## Personalități

### Născuți în Coșnița
- Iosef Baraț (1890–1968), om politic israelian și deputat în Knesset.
- Leonid Corneanu (1909–1957), poet, dramaturg și folclorist sovietic moldovean.
- Petru Soltan (1931–2016), matematician moldovean, membru titular al Academiei de Științe a Moldovei.